# Curvostylus cornupilus
Curvostylus cornupilus är en insektsart som beskrevs av Davies 1987. Curvostylus cornupilus ingår i släktet Curvostylus och familjen dvärgstritar. Inga underarter finns listade i Catalogue of Life.